# Апостольська Величність

Корона Св. Стефана

Його (Королівська) Апостольська Величність або Рівноапостольний король — спеціальний королівський титул, що його використовували королі Угорщини, який їм був наданий Папою Римським за вклад в поширення християнства в Центральній Європі. 
Династія Габсбурґів вважала себе спадкоємцями влади королів Угорщини і також використовувала цей титул.
Православна церква також називає княгиню Ольгу та Великого князя Київського Володимира "рівноапостольними" князями.
Скорочене написання (абревіатура) титулу: HAM або HRAM; коли він використовувався як "Його імператорська і апостольська королівська величність", його зазвичай скорочували до: HI&RM або HIM.

## Історія
Вперше цей титул було надано бл. 1000 р.н.е., Папою Сильвестром II угорському князю Стефану I (975–1038 рр.), першому християнському королю Угорщини, який отримав його на знак визнання за сприяння запровадження християнства в Угорщині та його завзяття у прагненні навернення поган. За традицією Стефан також отримав церковний титул Апостольського легата.
Ардуїн або Гартвік (1097–1103), єпископ Раабу, біограф святого Стефана, розповідає, що Папа визнав короля як справжнього «апостола» Христа, враховуючи його внесок в поширенні християнської віри в Угорщині. 
У папські буллі Сильвестра ІІ від 27 березня 1000 р., мовиться, що Папа дарує князю Стефану корону та титул короля, "повертає йому королівство, яке він віддав Святому Престолу", надає йому право носити хрест та передає йому адміністративну владу над єпископатами та церквами.
Після цього інші королі Угорщини титул "апостольський" не використовували.
1521 року після того як Папа Лев X, надав титул «Захисник віри» Генріху VIII Англійському, шляхта Угорщини, на чолі зі Стефаном Вербовцій, доктором юриспруденції, а згодом Палатином Угорщини, почали перемовини зі Святим Престолом для повернення титулу «Апостольська Величність» угорському королю. Але ті перемовини не принесли результату.
1627 року імператор Фердинанд III намагався отримати цей титул для себе, але Святий Престол й тоді не пристав на його прохання. Однак, коли за правління імператора Леопольда I (1657–1705) були прийняті заходи, щодо централізації влади, титул «Апостольська Величність» вступив у вжиток.
Офіційно титул було поновлено папою Климентом XIII у 1758 році на користь імператриці Святої Римської Імперії Марії Терезії, королеви Угорщини та її нащадків, пізніших імператорів Австрії. Застосовувався титул апостольського короля Угорщини як при особистому звертанні, так і в листах, адресованих йому.
Марія Терезія вперше використала жіночий варіант титулу: "Апостольська королева" в патентних листах, надісланих до колегії кардиналів після смерті Папи Бенедикта XIV. В інструкціях, наданих послові Австрії, було висловлено сподівання, що Святий Престол у майбутньому не позбавить цього титулу правителя Угорщини. Папа Климент XIII, дізнавшись про це бажання Марії Терезії, надав цей титул motu proprio королеві та її наступникам у своєму папському бреве "Carissima in Christo filia" від 19 серпня 1758 року. Титул був затверджений указом Марії Терезії, який прописав, що титул "Апостольський король Угорщини" повинен використовуватися у майбутньому в усіх діях, записах та документаціях.
Відтоді король Угорщини носив цей титул, що надавався йому лише після його коронації, і не належав йому до цієї церемонії, і не поширювався на подружжя короля (імператриця-консорт Австрії), ні на будь-якого іншого члена династії, навіть на спадкоємець престолу, так званого молодшого короля, який був коронований за життя правлячого монарха.
Лише Франц Йосиф I отримав титул "Його імператорської та королівської апостольської величності" (Seine Kaiserliche und Königlich Apostolische Majestät) разом зі своєю  дружиною - імператрицею Єлизаветою, яка отримала титул "Її Імператорська та Королівська Апостольська Величність" (Ihre Kaiserliche und Königleolje Апостол). Для пари також використовувалось звертання "Їх Імператорські та Королівські Апостольські Величності" (Ihre Kaiserlichen und Königlich Apostolischen Majestäten).
Права, що мала корона відносно католицької церкви в Угорщині, не були якимось особливим чином пов'язані з титулом "Апостольська Величність", а здійснювалися в силу загального королівського права та законів.
Титул не застосовувався з моменту скасування монархії в 1918 році. Сучасні представники династії Габсбурґ-Лотаринзьких не користуються цим титулом.
В українській традиції схожий титул застосовувався до Великої княгині Ольги та Великого князя Київського Володимира, яких православна церква називала "Рівноапостольна княгиня Ольга" та "Рівноапостольний князь Володимир".